# NGC 6629
NGC 6629 ist ein planetarischer Nebel im  Sternbild Schütze, der im New General Catalogue verzeichnet ist. 
Der Nebel wurde im Jahr 1784 von dem Astronomen William Herschel mit einem 48-cm-Teleskop entdeckt.